# 合同辺平行線点
幾何学において、合同辺平行線点（ごうどうへんへいこうせんてん、英:equal parallelians point,congruent parallelians point）は三角形の中心の一つである。Encyclopedia of Triangle Centersでは X(192) として登録されている 。1961年にピーター・イフのノートで言及された。

## 定義

基準三角形△ABC
△ABCのそれぞれの辺に平行で、長さの等しい線分

△ABCのそれぞれの辺に平行で、長さが等しく、さらに一点で交わる線分はただ一組存在する。この点を合同辺平行線点という。これら線分の長さは{\displaystyle {\frac {2abc}{ab+bc+ca}}}である。

## 重心座標
合同辺平行線点の重心座標は以下の式で与えられる。ただしa,b,cは三角形の辺長である。
{\displaystyle ca+ab-bc\ :\ ab+bc-ca\ :\ bc+ca-ab}

## 合同辺平行線点の作図

合同辺平行線点の作図
基準三角形 △ABC
△ABC の内角の二等分線(対辺とA", B", C"で交わるとする)
△ABCの反中点三角形 △A'B'C'
合同辺平行線点を通る線分A'A", B'B", C'C")

△A'B'C' を△ABCの反中点三角形とする。さらにA, B, C の内角の二等分線と対辺の交点をA", B", C"とすると、A'A", B'B", C'C"は合同辺平行線点で交わる。

## 性質
- 重心の内心チェバ共役点である。
- 内心の等長共役を重心を中心に-2倍拡大した点である。
- 合同辺平行線点を通るそれぞれの辺の平行線と他二辺の交点延べ6点は同一円錐曲線上にある。

## 関連
- 合同二等辺化線点